# Sorbara (Buie)
Sorbara  è un paesino abbandonato istriano nel comune di Buie. L'insediamento abbandonato è raggiungibile tramite un sentiero che parte da Marussici.

## Storia
La zona fu abitata fin dalla preistoria, come dimostrato da cocci antichi ritrovati in una grotta vicina.
Il paesino fu abbandonato in seguito alla seconda guerra mondiale, quando la totalità della popolazione scelse la via dell'esodo, per sfuggire alla pulizia etnica messa in atto dai soldati comunisti slavi, che si concluse con i massacri delle foibe.

## Monumenti e luoghi d'interesse
- La Chiesa di San Pietro fu costruita nel XIV secolo, con pregevoli affreschi del XV secolo.

## Società

### Evoluzione demografica
Abitanti censiti

Il censimento austriaco del 1910 registrava nel comune catastale di Sorbar 372 abitanti, per il 92% italiani.